# محمد أحمد العلي
محمد أحمد العلي كاتب وروائي معاصر من العراق وهو من مواليد 1 يوليو 1946 في محافظة ديالى. أكمل دراسته الجامعية في بغداد وحصل على شهادة البكالوريوس في الآداب والشريعة.
له مؤلفات عديدة من أهمها:
- رواية قبل الفردوس ،
- رواية أيام الكبرياء ،
- رواية أحزان مرمرية ،
- رواية الوباء ،
- رواية بنفسج مكنون ،
- رواية بئر يوسف ،
- رواية الفرقدان ،
- رسالة المرأة المسلمة ،
- رواية طول الأمل ،
- مجموعة قصصية كل الماضي وكل الآتي ،
- مجموعة قصصية فوانيس النهار الأربعين ،
- دراسة الينابيع الأسطورية في التوراة...

انتقل إلى جوار ربه يوم 2 شباط 2009 بعد معاناة طويلة مع مرض سرطان البنكرياس الذي لم يمهله طويلا...